# Başak Gümülcinelioğlu
Başak Gümülcinelioğlu Çıtanak (Fatih, Estambul, 22 de octubre de 1991) es una actriz, arquitecta, cantante y modelo turca, conocida por interpretar el papel de la psicóloga Deniz en la serie Erkenci Kuş y por el papel de Pırıl Baytekin Sezgin en la serie Sen Çal Kapımı.

## Biografía
Başak Gümülcinelioğlu nació el 22 de octubre de 1991 en Fatih, en la provincia de Estambul (Turquía) de dos ejecutivos de negocios, tiene una hermana mayor (que es arquitecta) y además de turco, habla inglés y alemán con fluidez.

## Carrera

### Educación
Başak Gümülcinelioğlu después de graduarse en alemán de Bahçelievler Anadolu Lisesinden, a la edad de diecisiete años ganó un viaje de estudios de un año a Goodland, Kansas (USA), gracias al programa American Field Service (AFS). En Estados Unidos, dio sus primeros pasos en el mundo del espectáculo, actuando en los musical Annie. Posteriormente estudió en Londres, Ginebra y Bruselas. Se graduó en arquitectura en la Universidad Bahçeşehir de Estambul antes de especializarse con una maestría en diseño arquitectónico de İstanbul Teknik Üniversitesi (İTÜ). Apasionada por las artes escénicas, después de ejercer como arquitecta, estudió actuación en LAMDA en Londres y Müjdat gezen sanat merkezi (MSM) en Estambul.

### Carrera profesional
Başak Gümülcinelioğlu después de pasar una audición en İstanbul Halk Tiyatrosu, actuó en teatro con Erkan Can, Yıldıray Şahinler, Ruhi Sarı, Aşkın Şenol, Faruk Akgören, Aytek Önal y Rüya Önal en la obra Barut Fıçısı, dirigida por Yıldıray Şahinler y continuó escenario durante tres años; luego actuó en los musicales Hababam Sınıfı y Rock Müzikaller Konseri cantando partes solistas y trabajando con los conocidos actores Sezai Altekin, Salih Kalyon, Nuri Gökaşan y Beyti Engin.
En 2016, hizo su debut en televisión interpretando a la joven Belkis en la serie emitida en Fox Kalbim Yangın Yeri. Al año siguiente, en 2017, ocupó el papel de Eda en la serie emitida en Show TV Aşk Laftan Anlamaz. En el 2018, apareció en la serie emitida en ATV 8. Gün. De 2018 a 2020 formó parte del elenco de la serie emitida en Fox Kadin. En 2019 llamó la atención del público en general gracias al personaje de la psicóloga Deniz en la serie emitida en Fox Erkenci Kuş.
En 2019 editó la primera traducción al turco de la obra de teatro de Morgan Lloyd Malcolm The Wasp; también diseñó el cartel del espectáculo, presentado bajo el título Yaban Arısı y dirigido por el director Levent Aras. En 2020, también hizo el póster del programa İki tek de Emre Kınay. En el mismo año ocupó el papel de Çağla en la serie web de BluTV Yarim Kalan Asklar.
En 2020 y 2021 se unió al elenco de la serie emitida en Fox Sen Çal Kapımı con el papel de Pırıl Baytekin Sezgin, una diseñadora de interiores que sueña con convertirse en cantante. Para la serie escribió e interpretó tres canciones: Bir anda (cantada por su personaje en el episodio 1x16 de la versión turca); Sen Çal Kapımı, premio a la Mejor canción de una serie de televisión en el Head&Shoulders NR1 Video Müzik Ödülleri; Kiraz.
En 2021 hace dúo con Cihad Selamlar en Beni Bana Sorma y con Karya Çandar en O Melek Sen Misin?; esta última canción fue incluida en la banda sonora de la miniserie Eee Sonra, en la que actúan Deniz Işın y Sarp Bozkurt (su colega en Sen Çal Kapımı).
En septiembre de 2021, cantó Sevgili de Sezen Aksu durante el concierto sinfónico Murathan Mungan Şarkıları-Senfonik, realizado en honor al poeta y dramaturgo Murathan Mungan en Turkcell Vadi en Estambul.
En 2021 y 2022 interpretó el papel de judge Neva Seçkin en la serie emitida en Kanal D Yargı. En 2022 ocupó el papel de Banu en la serie web de BluTV Bizden Olur Mu. En 2022 y 2023 se unió al elenco de la serie emitida en Show TV Sipahi, interpretando el papel de Ezgi Sancaklı. Por esta última serie en 2023 fue nominada como Mejor actriz de reparto de televisión por los Turkey Youth Awards. En el mismo año interpretó el papel de Aylin en la serie web de BluTV Sen, Ben, O! y el papel de Sibel en la serie emitida en Kanal D Bir Derdim Var.

## Vida personal
Başak Gümülcinelioğlu desde 2020 ha estado vinculada sentimentalmente con el actor Çağrı Çıtanak, a quien conoció en el set de la serie Love is in the Air (Sen Çal Kapımı). La pareja se casó el 9 de octubre de 2022 en Estambul en una ceremonia de boda de 300 personas, a la que asistieron familiares y amigos.

## Filmografía

### Televisión
| Año       | Título             | Personaje             | Cadeña  | Notas        |
| --------- | ------------------ | --------------------- | ------- | ------------ |
| 2016      | Kalbim Yangın Yeri | Belkıs (joven)        | Fox     |              |
| 2017      | Aşk Laftan Anlamaz | Eda                   | Show TV | 1 episodio   |
| 2018      | 8. Gün             | Şehnaz Yüksel (joven) | ATV     | 5 episodios  |
| 2018-2020 | Kadin              |                       | Fox     | 71 episodios |
| 2019      | Erkenci Kuş        | Deniz Keskin          | Star TV | 9 episodios  |
| 2020-2021 | Sen Çal Kapımı     | Pırıl Baytekin Sezgin | Fox     | 52 episodios |
| 2021-2022 | Yargı              | Neva Seçkin           | Kanal D | 34 episodios |
| 2022-2023 | Sipahi             | Ezgi Sancaklı         | Show TV | 8 episodios  |
| 2023      | Bir Derdim Var     | Sibel                 | Kanal D | ¿? episodios |

### Web TV
| Año  | Título             | Personaje | Plataforma | Notas       |
| ---- | ------------------ | --------- | ---------- | ----------- |
| 2020 | Yarim Kalan Asklar | Çağla     | BluTV      | 8 episodios |
| 2022 | Bizden Olur Mu     | Banu      | BluTV      | 2 episodios |
| 2023 | Sen, Ben, O!       | Aylin     | BluTV      | 8 episodios |

## Teatro

### Actriz
| Año       | Título                  | Director          | Teatro                  | Notas   |
| --------- | ----------------------- | ----------------- | ----------------------- | ------- |
| 2014      | Keşanlı Ali Destanı     | Çiçek Dilligil    |                         |         |
| 2016-2019 | Barut Fıçısı            | Yıldıray Şahinler | Istanbul Folk Theatre   |         |
| 2018      | Hababam Sınıfı          | Murat Karasu      | Beşiktaş Culture Center | Musical |
| 2018      | Rock Müzikaller Konseri |                   |                         | Musical |

### Traductora
| Año  | Título      | Director   | Teatro          |
| ---- | ----------- | ---------- | --------------- |
| 2014 | Yaban Arısı | Emre Kınay | Teatro Altsahne |

## Discografía

### Individual
| Año  | Título              | Artista                                     | Notas                          |
| ---- | ------------------- | ------------------------------------------- | ------------------------------ |
| 2020 | Sen Çal Kapımı      | Basak Gümülcinelioglu                       | Banda sonora de Sen Çal Kapımı |
| 2021 | Kiraz               | Basak Gümülcinelioglu                       | Banda sonora de Sen Çal Kapımı |
| 2021 | Beni Bana Sorma     | Cihad Selamlar, feat. Basak Gümülcinelioglu |                                |
| 2021 | ¿O Melek Sen Misin? | Karya Çandar, feat. Başak Gümülcinelioğlu   |                                |
| 2022 | ¿Neler Mümkün?      | Basak Gümülcinelioglu                       |                                |

## Premios y reconocimientos
| Año  | Premio                                  | Categoría                                  | Trabajo        | Resultado | Notas                  |
| ---- | --------------------------------------- | ------------------------------------------ | -------------- | --------- | ---------------------- |
| 2015 | Head&Shoulders NR1 Vídeo Müzik Ödülleri | Mejor canción para una serie de televisión | Sen Çal Kapımı | Ganadora  | Junto con Karya Candar |
| 2023 | Turkey Youth Awards                     | Mejor actriz de reparto de televisión      | Sipahi         | Nominada  |                        |